# Władimir Żdanow
Władimir Iwanowicz Żdanow (ros. Влади́мир Ива́нович Жда́нов, ur. 16 kwietnia?/29 kwietnia 1902 w Kijowie, zm. 19 października 1964 pod Belgradem) – radziecki dowódca wojskowy, generał pułkownik, Bohater Związku Radzieckiego (1944), Narodowy Bohater Jugosławii (1944).

## Życiorys
Urodzony w rodzinie służącego, miał wykształcenie średnie, pracował w elektrowni w Jessentukach. VIII 1920 wcielony do Armii Czerwonej, brał udział w wojnie domowej na Północnym Kaukazie, m.in. w walkach o Kisłowodzk, Piatigorsk, Nalczyk i Grozny. 1921 zdemobilizowany, ponownie powołany w 1923. Ukończył Kijowską Szkołę Piechoty (1926), kursy doskonalące dla dowódców (1932), następnie zaocznie Akademię Wojskową im. Michaiła Frunzego w Moskwie (1940). Członek WKP(b) od 1941, skończył przyśpieszony kurs w Akademii Sztabu Generalnego (1942). Od V 1942 na froncie II wojny światowej, 19 V 1942 - 9 I 1943 szef sztabu 13 Korpusu Pancernego, przemianowanego następnie na 4 Gwardyjski Korpus Zmechanizowany. 7 VI 1943 mianowany generałem majorem wojsk pancernych. Od 1 do 17 VII 1942 tymczasowy p.o. dowódcy 13 Korpusu Pancernego, 31 III 1944 - 9 V 1945 dowódca 4 Gwardyjskiego Korpusu Zmechanizowanego. Jako dowódca wyróżnił się m.in. w bitwie pod Stalingradem, w walkach na południowej Ukrainie, operacji jassko-kiszyniowskiej, w zajmowaniu przez Armię Czerwoną Bułgarii, Jugosławii i Węgier. 20-25 VIII 1944 podczas operacji jassko-kiszyniowskiej korpus pod jego dowództwem przerwał obronę przeciwnika i sforsował Dniestr, uczestniczył w okrążeniu wroga w rejonie Kiszyniowa i sforsowaniu Prutu; za te osiągnięcia bojowe W. Żdanow 13 IX 1944 otrzymał tytuł Bohatera Związku Radzieckiego i w tym samym dniu został mianowany generałem porucznikiem. 20 X 1944 za zasługi w walce ze wspólnym wrogiem, wkład w wyzwolenie Belgradu i innych rejonów Jugosławii został uhonorowany tytułem Narodowego Bohatera Jugosławii.
Po wojnie nadal dowodził korpusem, a po jego rozwiązaniu 5 Gwardyjską Dywizją Zmechanizowaną. 1950 ukończył studia w Wyższej Akademii Wojskowej im. Woroszyłowa ze złotym medalem. Od III 1951 szef sztabu - zastępca dowódcy wojsk Dalekowschodniego Okręgu Wojskowego, od VIII 1953 pomocnik dowódcy wojsk Południowo-Uralskiego Okręgu Wojskowego, od IV 1954 pomocnik dowódcy Centralnej Grupy Wojsk, od VII 1954 pomocnik dowódcy - szef Zarządu Szkolenia Bojowego Centralnej Grupy Wojsk, od IX 1955 I zastępca dowódcy wojsk Zabajkalskiego Okręgu Wojskowego. Od IX 1961 starszy specjalista wojskowy przy Dowództwie Wojsk Okręgu Narodowej Armii Ludowej NRD. 13 IV 1964 mianowany generałem pułkownikiem. Od VI 1964 naczelnik Wojskowej Akademii Wojsk Pancernych. Zginął w katastrofie lotniczej w Jugosławii. Pochowany na Cmentarzu Nowodziewiczym.

## Ordery i odznaczenia
- Złota Gwiazda Bohatera ZSRR (1944)
- Order Lenina (dwukrotnie)
- Order Czerwonego Sztandaru (trzykrotnie)
- Order Suworowa I klasy (3 listopada 1944)
- Order Suworowa II klasy (dwukrotnie - 19 marca 1944 i 28 kwietnia 1945)
- Order Kutuzowa II klasy (17 września 1943)
- Order Czerwonej Gwiazdy (5 listopada 1942)
- Medal „Za obronę Stalingradu”
- Medal „Za zwycięstwo nad Niemcami w Wielkiej Wojnie Ojczyźnianej 1941–1945”
- Medal „Za zdobycie Budapesztu”
- Medal „Za wyzwolenie Belgradu”
- Medal jubileuszowy „XX lat Robotniczo-Chłopskiej Armii Czerwonej”
- Medal jubileuszowy „30 lat Armii Radzieckiej i Floty”
- Medal jubileuszowy „40 lat Sił Zbrojnych ZSRR”
- Narodowy Bohater Jugosławii (Jugosławia, 1944)